# Marko Asmer
Marko Asmer (Tallinn, 30 luglio 1984) è un pilota automobilistico estone, campione 2007 di F3 inglese.
Primo estone in assoluto a provare una vettura di Formula 1, Asmer è stato successivamente impegnato come collaudatore nella Superleague Formula.
Il pilota ha anche preso parte alla stagione 2008 di GP2 senza cogliere risultati di rilievo.